# Zeta Arietis
Zeta Arietis (ζ Ari, ζ Arietis) är Bayerbeteckning för en stjärna som ingår i västra delen av stjärnbilden Väduren. Den befinner sig, baserat på en årlig parallaxförskjutning på 12,44 mas, på ett avstånd  av cirka 260 ljusår (80 parsecs) från solen. Den har en skenbar magnitud på 4,89 och är svagt synlig för blotta ögat.

## Nomenklatur
Zeta Arietis utgör tillsammans med δ Ari, ε Ari, π Ari och ρ3 Ari, Al Bīrūnīs Al Buṭain (ألبطين), den dubbla Al Baṭn, ”buken”. Enligt stjärnkatalogen i det tekniska memorandumet 33-507 - A Reduced Star Catalog Containing 537 Named Stars, var Al Buṭain samlingsnamn för fem stjärnor: δ Ari som Botein , π Ari som Al Buṭain I, ρ3 Ari som Al Buṭain II, ε Ari som Al Buṭain III och ζ Ari som Al Buṭain IV.

## Egenskaper
Zeta Arietis är en stjärna i huvudserien med spektralklass A1 V. Den har en hög rotation med en beräknad rotationshastighet av 133 km/s. Dess utstrålning vid en effektiv temperatur på 9 500 K ger den en vit färg, som är karakteristisk för en stjärna av typ A.